# آقا میرزا حسن حصیرباف
میرزاحسن حصیرباف از بازاریان تهرانی بود، که در دوره نخست بعنوان نماینده تهران در مجلس شورای ملی حضور داشت.